# Borne Sulinowo
Borne Sulinowo [ˈbɔrnɛ sulʲiˈnɔvɔ] (deutsch Groß Born, vormals Linde) ist eine Stadt im Powiat Szczecinecki (Neustettiner Kreis) in der polnischen Woiwodschaft Westpommern. Sie hat ca. 4500 Einwohner.

## Geographische Lage
Die Stadt liegt in Hinterpommern, etwa 18 km südwestlich von Neustettin (Szczecinek), am langgestreckten Pilburger See (Pile); zahlreiche weitere kleine Seen liegen auf dem Gemeindegebiet.

## Geschichte

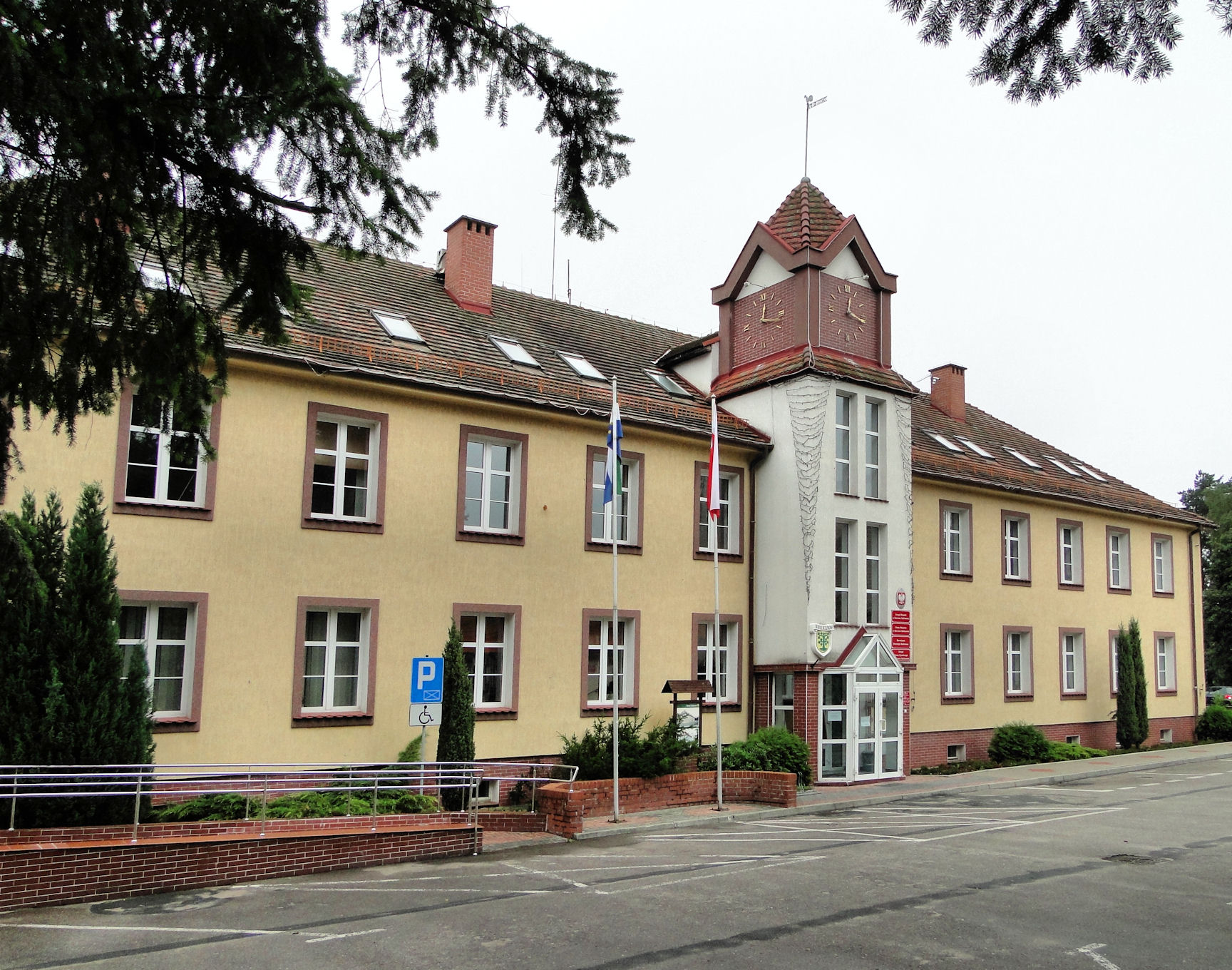
Rathaus (Aufnahme 2010)

Die Ursprünge des Ortes liegen in der kleinen Landgemeinde Linde, die sich an einer Landzunge am Pilburger See (poln. Jezioro Pile) im ehemaligen Landkreis Neustettin in der preußischen Provinz Pommern befand. Weiter südlich in der Heide lag der Ort Groß Born, um den 1919 der gleichnamige Truppenübungsplatz angelegt wurde. 1925 hatte Groß Born 242 Einwohner. Am Bahnhof Groß Born, der sich in Linde befand, entstand eine Militärsiedlung, die in den 1930er Jahren stark erweitert wurde und im Dritten Reich den Namen Westfalenhof erhielt. In Groß Born erfolgte die Aufstellung des Afrikakorps des Generals Erwin Rommel. 1943 wurde Groß Born zum Garnisonsstandort der Wehrmacht. Hier wurden Panzertruppen und Artilleristen ausgebildet. Bekannt geworden ist der Ort auch durch den HSV Groß Born, der während der Zeit des  Zweiten Weltkriegs zu den besten deutschen Fußballvereinen gehörte. Von 1939 bis zum Kriegsende bestand in Groß Born das Oflag II D, ein Kriegsgefangenenlager.
Im Jahr 1945 gehörte das Dorf Groß Born zum Landkreis Neustettin im Regierungsbezirk Köslin der preußischen Provinz Pommern des Deutschen Reichs. Groß Born war bis 1941 dem Amtsbezirk Knacksee zugeordnet.
Im Frühjahr 1945 wurde das Gebiet von der Roten Armee besetzt. Nach Beendigung der Kampfhandlungen wurde die Region seitens der sowjetischen Besatzungsmacht zusammen mit ganz Hinterpommern und der südlichen Hälfte Ostpreußens – militärische Sperrgebiete ausgenommen – der Volksrepublik Polen zur Verwaltung überlassen. Groß Born wurde ein solches, nicht der polnischen Verwaltung überlassenes sowjetisches Sperrgebiet. Die einheimische Bevölkerung wurde zunächst von der sowjetischen Besatzungsmacht ins Umland evakuiert und in der Folgezeit von der polnischen Administration vertrieben.
Nach Kriegsende 1945 war der Ort Sitz des Stabes der 38., ab 1965 der 90. Garde-Panzerdivision, ab 1985 der 6. motorisierten Garde-Schützendivision der Roten Armee, deren Verwaltung der Ort unterstand. Nach dem Abzug der sowjetischen Streitkräfte wurde die Siedlung 1993 Polen zur Verwaltung überlassen. Auf dem ehemaligen Militärgelände liegt heute Kłomino (Westfalenhof) als eine Geisterstadt mit Plattenbauten. 
1993 erhielt Borne Sulinowo Stadtrechte.
Ihre militärische Geschichte als u. a. streng geheimer Stationierungsort sowjetischer Atomwaffen nutzte die Stadt in den folgenden Jahrzehnten als Attraktion für Nostalgie-Touristen, auch aus Russland. Ein polnischer Geschäftsmann betrieb ein „Russland Hotel“ sowie ein nach Rasputin benanntes Café. Der Ukraine-Krieg setzte diesem Geschäftsmodell ein Ende. Wie sich die Stadt seitdem veränderte, schildert ein Artikel von Andrew Higgins in der New York Times vom 26. April 2023.

## Gemeinde
Zur Stadt-und-Land-Gemeinde gehören die Stadt Borne und 35 Ortschaften, darunter die Schulzenämter
| - Ciemino (Groß Zemmin) - Dąbie (Eichenberg) - Jeleń (Gellen) - Juchowo (Juchow) - Kiełpino (Kölpin) - Komorze (Bewerdick) - Krągi (Krangen) - Kucharowo (Kucherow) - Liszkowo (Altenwalde) | - Łączno (Lanzen) - Łubowo (Lubow) - Nobliny (Neblin) - Piława (Pielburg) - Radacz (Raddatz) - Rakowo (Rackow) - Silnowo (Eulenburg) - Starowice (Groß Zacharin) - Śmiadowo (Hochfelde) - Uniemino (Nemmin) |

Weitere Ortschaften der Gemeinde sind: 
| - Brzeźno (Birkhof) - Ciemino Małe (Klein Zemmin) - Dąbie (Eichenberge) - Grabno (Graben) - Kądzielna (Gut Spee) - Kłomino (Westfalenhof) - Kłosówko (Gut Buchenau) | - Kolanowo (Knick) - Międzylesie (Alt Bärbaum), - Obrąb (Bramstädt) - Osiczyn (Neuhof) - Płytnica (Plietnitz) - Strzeszyn - Zamęcie (Neumühl) |

## Städtepartnerschaften
- Amt Anklam-Land (Deutschland, Mecklenburg-Vorpommern)
- Pszczyna (Polen)
- Ralsko (Tschechien)[4]

## Bildergalerie

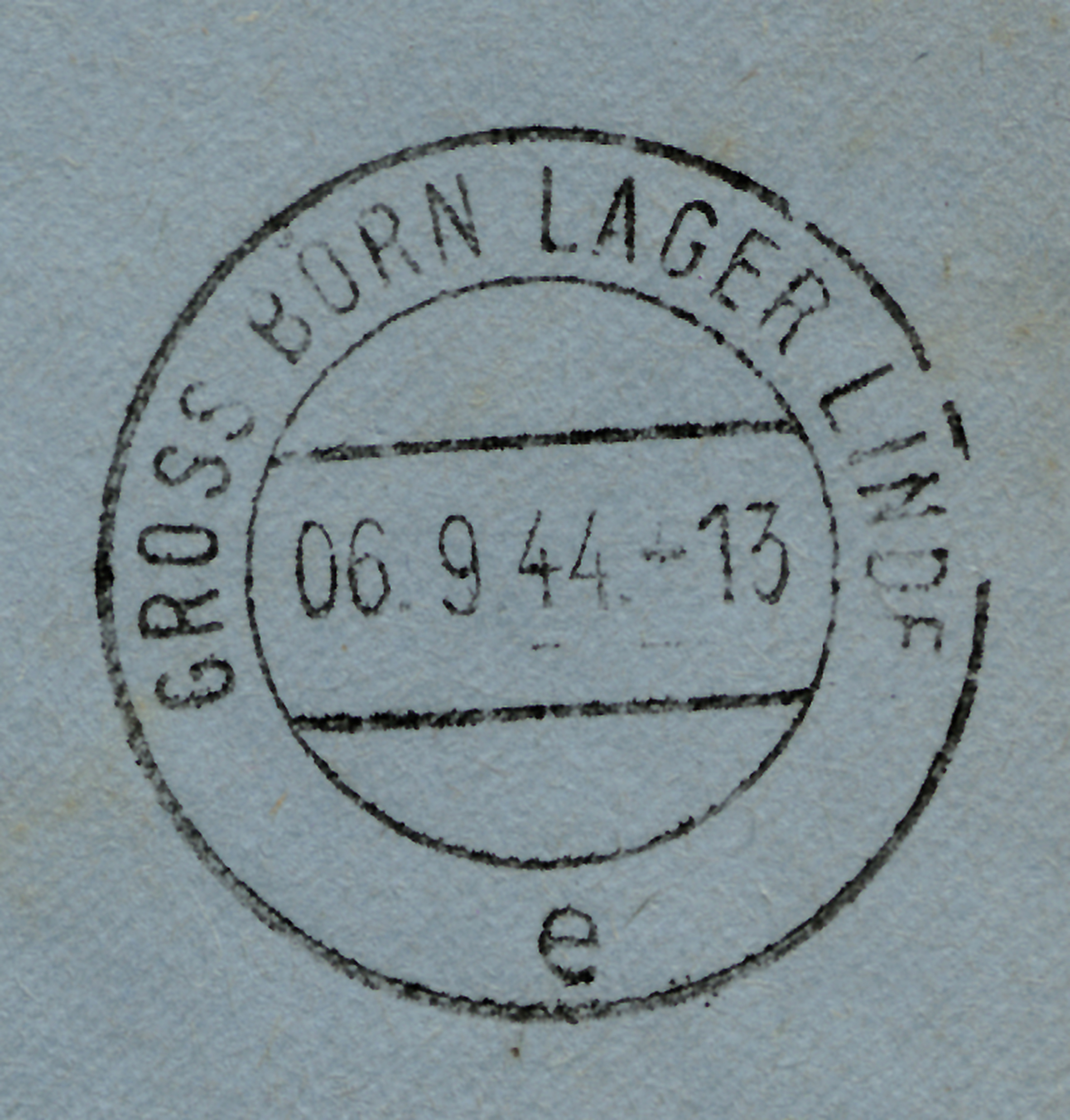
Feldpoststempel - Gross Born Lager Linde  - vom 6. September 1944
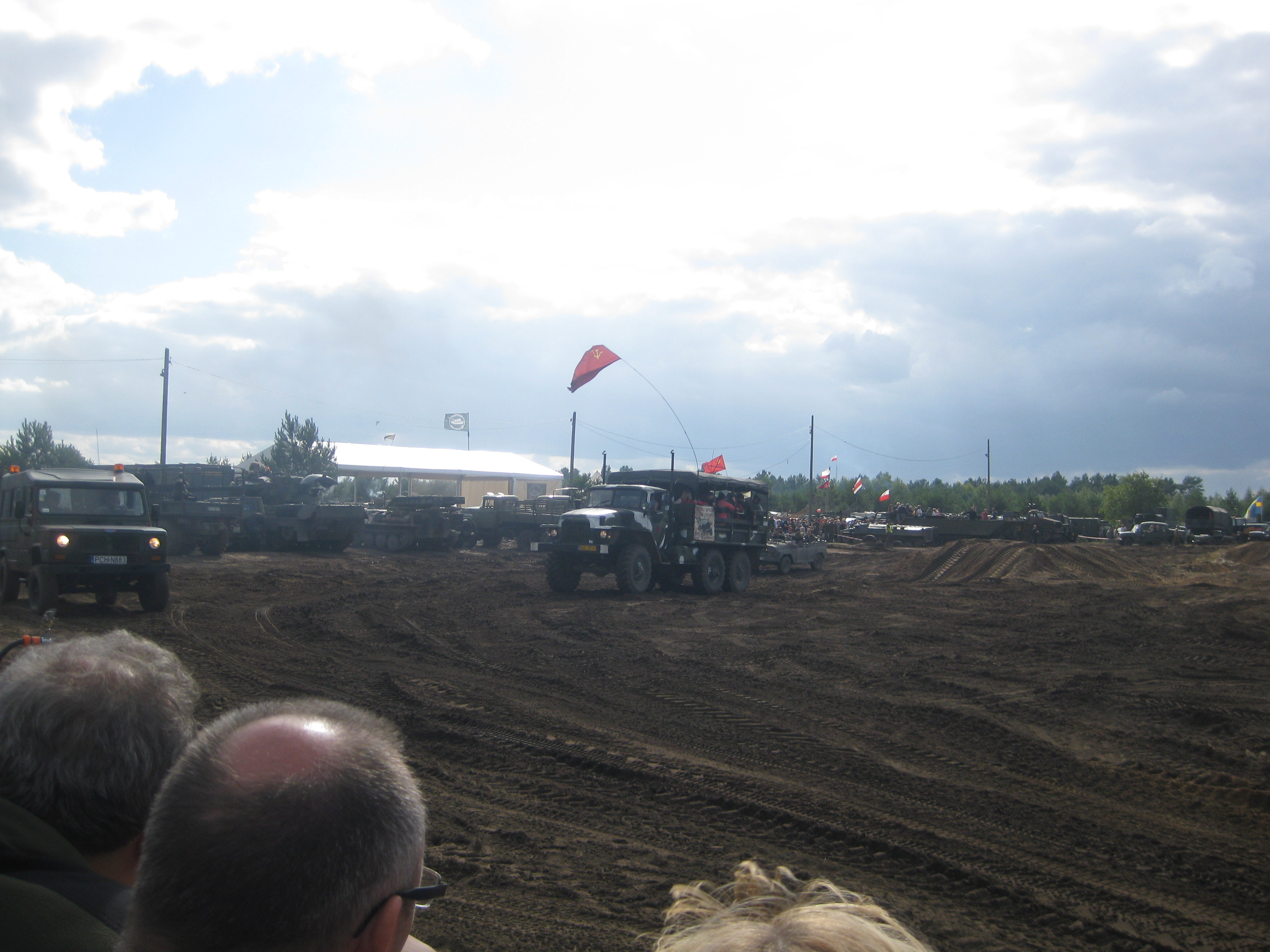
International Rally von Militärfahrzeugen - 2014